# لانتانا تشياباسية
لانتانا تشياباسية (الاسم العلمي: Lantana chiapasensis) هي نوع نباتي يتبع جنس اللانتانا من فصيلة اللويزية.